# Довгалівка (Дубенський район)
Довга́лівка — село в Україні, у Крупецькій сільській громаді Дубенського району Рівненської області. Населення становить 395 осіб.

## Географія
Село розташоване на лівому березі річки Пляшівки.

## Історія
У книзі Олександра Цинкаловського «Стара Волинь і Волинське Полісся» про цей населений пункт зазначено: 
| | \| ДОВГАЛІВКА, с, Кременецький пов., Ямпільська волость, 59 км. від Крем'янця. В 1887 р. було там 69 домів і 564 жителів, дерев'яна церква з 1868 р., на місці старої 17 ст., даровина з 1782 р., видана Ст. Радзивілом. В 1583 р. з села Д. платив побір Павел Малишевич Новоселецький від 12 дим., 10 город, 1 дударя. Пізніше власність Радзивілів, Ходкевичів, Мєнжинських. В кінці 19 ст. було там 500 дес. фільварочної землі. .[1] \| |
| ДОВГАЛІВКА, с, Кременецький пов., Ямпільська волость, 59 км. від Крем'янця. В 1887 р. було там 69 домів і 564 жителів, дерев'яна церква з 1868 р., на місці старої 17 ст., даровина з 1782 р., видана Ст. Радзивілом. В 1583 р. з села Д. платив побір Павел Малишевич Новоселецький від 12 дим., 10 город, 1 дударя. Пізніше власність Радзивілів, Ходкевичів, Мєнжинських. В кінці 19 ст. було там 500 дес. фільварочної землі. . | |

7 (20) листопада 1917 року, відповідно до Третього Універсалу Української Центральної Ради, увійшло до складу Української Народної Республіки.
12 червня 2020 року, відповідно до розпорядження Кабінету Міністрів України № 722-р від «Про визначення адміністративних центрів та затвердження територій територіальних громад Рівненської області», увійшло до складу Крупецької сільської громади Радивилівського району.
19 липня 2020 року, в результаті адміністративно-територіальної реформи та ліквідації Радивилівського району, село увійшло до складу Дубенського району.

## Церква
Церква у селі стародавня. Створена в готичному стилі з дерева. У 2014 році церкві виповнюється 272 роки і 109 років дзвіниці.

## Каплиця Чудотворного Хреста

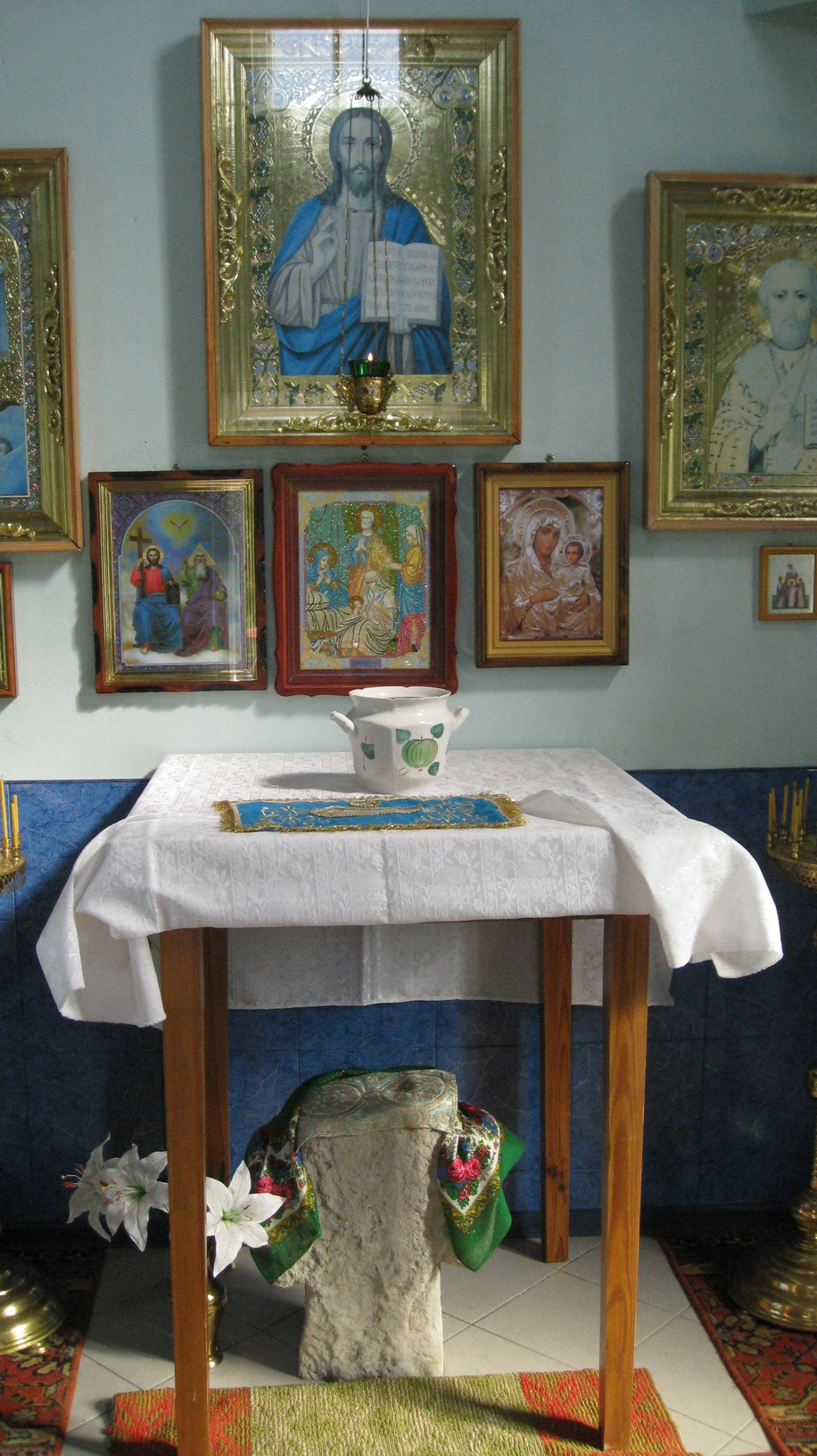
Чудотворний хрест у Каплиці Чудотворного Хреста

У 1997 році відбудована Каплиця Чудотворного Хреста на місці зруйнованої комуністами у 1960 році дерев'яної каплиці. Попередня каплиця збудована на місці знайдено у 1860 році кам'яного хреста, який вважається чудотворним.

## Великі події
25 жовтня 2014 року з нагоди 25–ліття відкриття церкви храм відвідує єпископ Рівенський і Острозький Іларіон і відкрито пам'ятну дошку, яку було встановлено і освячено.